# Teucholabis (Teucholabis) sultana
Teucholabis (Teucholabis) sultana is een tweevleugelige uit de familie steltmuggen (Limoniidae). De soort komt voor in het Neotropisch gebied.